# Kian Egan
 (septembre 2022).
Si vous disposez d'ouvrages ou d'articles de référence ou si vous connaissez des sites web de qualité traitant du thème abordé ici, merci de compléter l'article en donnant les références utiles à sa vérifiabilité et en les liant à la section « Notes et références ».
Cian Francis John Egan, plus communément connu sous le nom de Kian Egan (Sligo, 29 avril 1980) est un chanteur de rock irlandais.

## Biographie
Il est l'un des quatre membres du boys-band irlandais Westlife.
Il est coach de The Voice of Ireland.
En novembre 2013 il participe à I'm a Celebrity... Get Me Out of Here! 13 sur ITV, qu'il remporte au bout de 22 jours de compétition.
Kian s'est marié à l'actrice et chanteuse Jodi Albert le 8 mai 2009 à la Barbade.

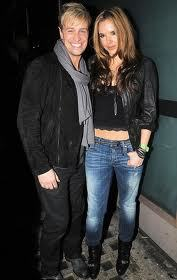
Kian Egan et Jodi Albert.